# Odynerus pulchellus
Odynerus pulchellus är en stekelart som beskrevs av Gerst. Odynerus pulchellus ingår i släktet lergetingar, och familjen Eumenidae. Inga underarter finns listade i Catalogue of Life.